# بريت دانيال
بريت دانيال (بالإنجليزية: Britt Daniel)‏ هو مغني ومغن مؤلف وعازف قيثارة أمريكي، ولد في 14 أبريل 1971 في غالفستون في الولايات المتحدة.

## وصلات خارجية
- بريت دانيال على موقع ميوزك برينز (الإنجليزية)
- بريت دانيال على موقع رولينغ ستون (الإنجليزية)
- بريت دانيال على موقع أول ميوزيك (الإنجليزية)
- بريت دانيال على موقع ديسكوغز (الإنجليزية)